# Brück (Brandenburgia)
Brück – miasto w Niemczech w kraju związkowym Brandenburgia, w powiecie Potsdam-Mittelmark, siedziba urzędu Brück. W 2018 r. miasto liczyło 4113 mieszkańców.

## Znane osoby związane z miastem
- Simon Heins (ok. 1483–1523), teolog katolicki
- Gregor Brück (1484–1557), polityk, kanclerz Saksonii, działacz reformacyjny
- Gustav Lehmann (1853-1928), pedagog i botanik
- Franz Griesbach (1892-1984), generał w czasie II wojny światowej
- Dirk-Alexander Grams (ur. 1957), malarz i wykładowca